# مهسا افسانه
مهسا افسانه (زادهٔ ۱۳ آبان ۱۳۶۶ در تهران) کاراته‌کای زن کشور ایران است. وی یکی از پرافتخارترین کاراته کاهای ایرانی در بخش کاتا و دارنده مدال برنز کاتای تیمی مسابقات کاراته قهرمانی جهان ۲۰۱۴ - آلمان می‌باشد.